# CF Brăila în sezonul 1990-1991
Sezonul 1990-1991  reprezintă primul sezon pentru Dacia Unirea Brăila în Liga I.

## Echipă
| Nr. |         | Poziție | Jucător             |
| --- | ------- | ------- | ------------------- |
| 1   | România | P       | Ionel Dinu          |
| -   | România | P       | Constantin Bratianu |
| -   | România | P       | Ștefan Nicoloff     |
| 4   | România | F       | Sandu Minciu        |
| -   | România | F       | Cristea Rusu        |
| 3   | România | F       | Vasile Brătianu     |
| 6   | România | F       | Vasile Darie        |
| 5   | România | F       | Adrian Baldovin     |
| 10  | România | M       | Marius Stan         |
| 15  | România | M       | Ionel Drăgoi        |
| -   | România | M       | Lucian Măstăcan     |
| -   | România | M       | Marin Petrache      |
| -   | România | M       | Gheorghe Negoiță    |
| -   | România | M       | Eugen Popescu       |
| -   | România | M       | Marius Anton        |
| -   | România | M       | Victor Titirișcă    |
| -   | România | A       | Constantin Lala     |
| -   | România | A       | Marian Ivan         |
| 11  | România | A       | Aurelian Stamate    |
| -   | România | A       | Viorel Radu         |
| -   | România | A       | Marian Săvescu      |

## Transferuri

### Sosiri
| Post | Jucător         | De la echipa     | Sumă de transfer  | Dată |  | ---- |
| ---- | --------------- | ---------------- | ----------------- | ---- |  | ---- |
| A    | Constantin Lala | Flacăra Moreni   | liber de contract | -    |  |      |
| M    | Lucian Măstăcan | Steaua București | liber de contract | -    |  |      |

### Plecări
| Post | Jucător | De la echipa | Sumă de transfer | Dată |  | ---- |
| ---- | ------- | ------------ | ---------------- | ---- |  | ---- |

## Seria I

### Rezultate
| Victorii | Egaluri | Înfrângeri | Cea mai mare victorie | Cea mai mare înfrangere |

### Sezon intern
| 1  | Dacia Unirea Brăila   | Sportul Studențesc    |  | 0-1 |
| 2  | Dacia Unirea Brăila   | Universitatea Craiova |  | 0-1 |
| 3  | Steaua București      | Dacia Unirea Brăila   |  | 6-0 |
| 4  | Petrolul Ploiești     | Dacia Unirea Brăila   |  | 1-1 |
| 5  | FC Bihor Oradea       | Dacia Unirea Brăila   |  | 0-0 |
| 6  | Dacia Unirea Brăila   | FC Brașov             |  | 1-3 |
| 7  | Gloria Bistrița       | Dacia Unirea Brăila   |  | 1-0 |
| 8  | Dacia Unirea Brăila   | Universitatea Cluj    |  | 3-1 |
| 9  | Farul Constanța       | Dacia Unirea Brăila   |  | 3-1 |
| 10 | Dacia Unirea Brăila   | Rapid București       |  | 1-0 |
| 11 | Dinamo București      | Dacia Unirea Brăila   |  | 0-0 |
| 12 | Dacia Unirea Brăila   | Selena Bacău          |  | 1-0 |
| 13 | Politehnica Timișoara | Dacia Unirea Brăila   |  | 3-0 |
| 14 | Dacia Unirea Brăila   | Jiul Petroșani        |  | 4-1 |
| 15 | FC Argeș Pitești      | Dacia Unirea Brăila   |  | 4-0 |
| 16 | Dacia Unirea Brăila   | Inter Sibiu           |  | 2-0 |
| 17 | Corvinul Hunedoara    | Dacia Unirea Brăila   |  | 2-1 |
| 18 | Sportul Studențesc    | Dacia Unirea Brăila   |  | 0-0 |
| 19 | Dacia Unirea Brăila   | Steaua București      |  | 1-1 |
| 20 | Universitatea Craiova | Dacia Unirea Brăila   |  | 2-0 |
| 21 | Dacia Unirea Brăila   | Petrolul Ploiești     |  | 1-0 |
| 22 | Dacia Unirea Brăila   | FC Bihor Oradea       |  | 3-2 |
| 23 | FC Brașov             | Dacia Unirea Brăila   |  | 3-0 |
| 24 | Dacia Unirea Brăila   | Gloria Bistrița       |  | 1-0 |
| 25 | Universitatea Cluj    | Dacia Unirea Brăila   |  | 0-1 |
| 26 | Dacia Unirea Brăila   | Farul Constanța       |  | 2-1 |
| 27 | Rapid București       | Dacia Unirea Brăila   |  | 1-0 |
| 28 | Dacia Unirea Brăila   | Dinamo București      |  | 2-1 |
| 29 | Selena Bacău          | Dacia Unirea Brăila   |  | 2-1 |
| 30 | Dacia Unirea Brăila   | Politehnica Timișoara |  | 0-1 |
| 31 | Jiul Petroșani        | Dacia Unirea Brăila   |  | 3-1 |
| 32 | Dacia Unirea Brăila   | FC Argeș Pitești      |  | 2-1 |
| 33 | Inter Sibiu           | Dacia Unirea Brăila   |  | 4-0 |
| 34 | Dacia Unirea Brăila   | Corvinul Hunedoara    |  | 3-0 |

 Clasamentul după 34 de etape se prezintă astfel: